# 萃峯
22°16′35″N 114°10′36″E / 22.2764°N 114.1768°E

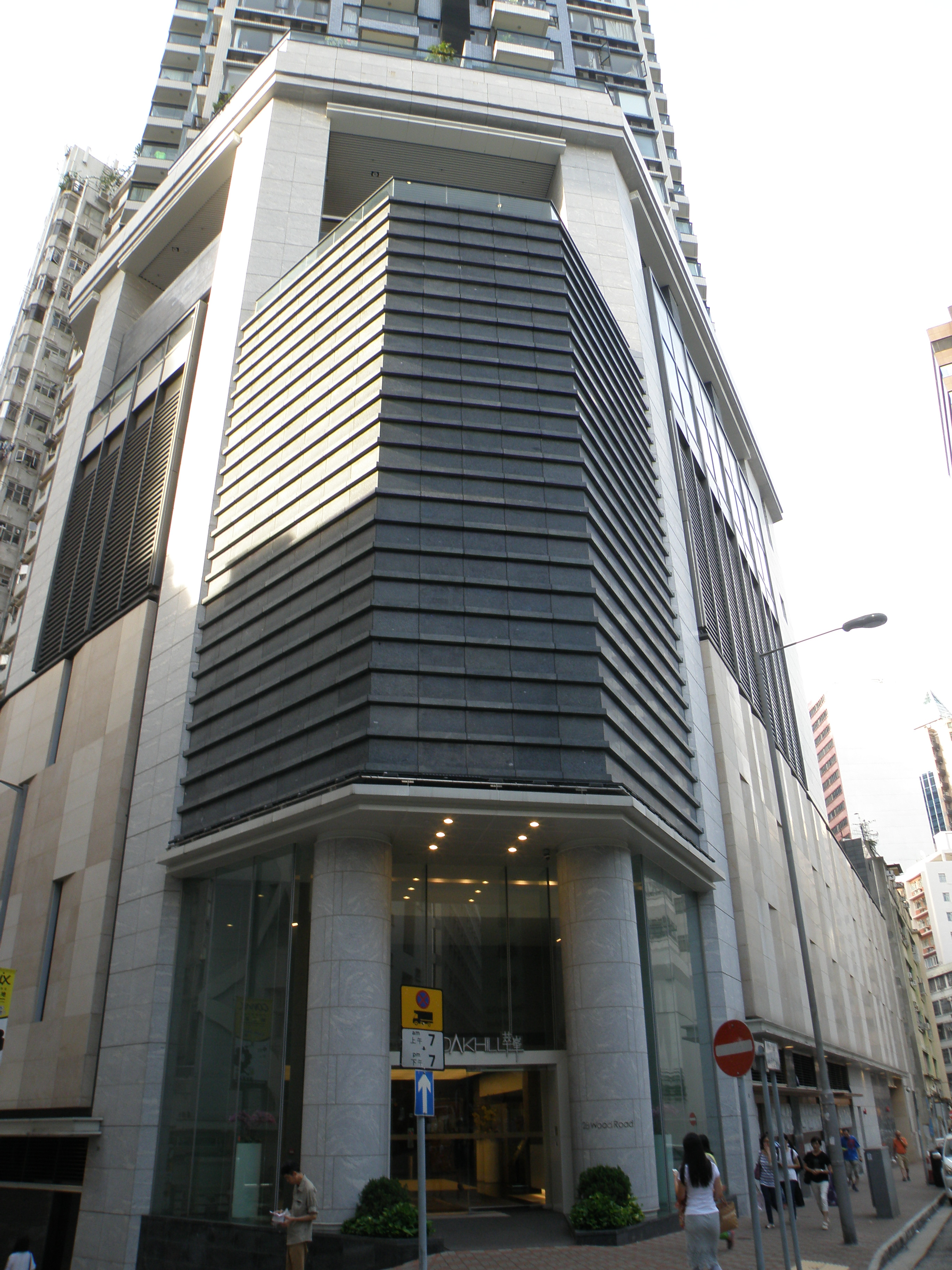
地下大堂出入口

萃峯，為位於香港灣仔活道28號的單幢住宅，由麗新集團、美國國際集團發展，物業管理公司為麗新集團旗下的高樂服務，於2011年10月入伙，為區內最高之住宅大廈。發展商曾表示由於項目單位不多，所以銷售期間不設示範單位。

## 歷史
萃峯前身為一列建於1950年代的唐樓，而麗新集團、美國國際集團先於2006年下半年以5.95億元購入活道20號至34號的唐樓，及後於2009年再首次利用強制拍賣以1億元底價購得，並合併發展成「萃峯」。

## 簡介
物業位於傳統名校區，而且坐擁開揚景致，故售價並不便宜。

### 單位
物業共有58層，但實質只有42層（不設13、14、24、34、40、42、44、54樓），其中地下為商業樓層，1至5樓為停車場，6至7樓則為會所，而27樓為隔火層，8樓以上則為住宅，共提供130個單位，每層4伙，面積為875至1161方呎的標準單位。37樓起為相連大宅，每層2伙介乎1,157至2,295平方呎的特色單位。而頂層設2伙天際屋，面積約3,000方呎，客飯廳設巨型落地玻璃幕牆，並附設約800方呎的空中花園，2011年售價為8,500萬元。

### 設施
物業6樓及7樓設有樓高2層的會所，由著名設計師George Dasic設計。設施包括室內泳池、桑拿浴室、日式庭園、燒烤區、宴會廳、兒童遊樂場、健身室等。其中無邊際水簾泳池為區內獨有。而1至5樓的停車場提供67個車位，車位與住戶比例達1:2。

## 鄰近
- 灣仔公園
- 文安樓
- 樂基中心
- 華都樓
- 摩利臣山泳池
- 前京都戲院

## 獎項
- 香港環保建築協會建築環保評估 金獎

## 外部連結
- 萃峯 官方網頁